# Rousies
Rousies település Franciaországban, Nord megyében. Lakosainak száma 4016 fő (2022. január 1.). Rousies Assevent, Cerfontaine, Ferrière-la-Grande, Louvroil, Maubeuge és Recquignies községekkel határos.

## Népesség
A település népessége az elmúlt években az alábbi módon változott:
| Lakosok száma | 4175 | 3992 | 4076 | 4016 | 4055 | 4072 | 4089 | 4043 | 4016 |
|               | 2013 | 2015 | 2016 | 2017 | 2018 | 2019 | 2020 | 2021 | 2022 |